# Johannes Ludwig Emil Robert von Hanstein
Johannes Ludwig Emil Robert von Hanstein (15 de mayo de 1822, Potsdam - † 27 de agosto de 1880, Bonn) fue un botánico alemán.

## Vida y obra
Johannes von Hanstein hace trabajos de aprendiz en Jardines de su ciudad natal; visitando entre 1840 a 1844 el Instituto de Jardinería de Potsdam. Luego estudia en Berlín ciencias, obtenió su doctorado en 1848. Enseñará entonces en algunas escuelas de Berlín, logra su habilitación en 1855 lo que le permite trabajar ad honorem como conferencista en Botánica (Honorarprofessor) en la Universidad Humboldt de Berlín. En 1861 fue curador en el "Herbario Real", y en 1865 alcanza el profesorado de Botánica en Bonn, y director de su Jardín botánico.

## Honores
Género
- Hansteinia Oerst. de la familia de Acanthaceae se nombra en su honor.

## Obra
Johannes von Hanstein realizó importantes trabajos acerca de la Anatomía y Morfología Vegetal, y escribiendo:
- Untersuchungen über den Bau und die Entwickelung der Baumrinde (" Exámenes sobre construcción y desarrollo de los estilos"). Berlín 1853
- Ueber den Zusammenhang der Blattstellung mit dem Bau des dicotylen Holzringes ("Sobre la conexión de la posición foliar y la construcción de los anillos de madera en dicotiledóneas ". Berlín 1858
- Versuche über die Leitung des Saftes durch die Rinde. Berlín 1860
- Die Milchsaftgefäße und die verwandten Organe der Rinde. Berlín 1864
- Zur Entwickelungsgeschichte der Gattung Marsilia. Berlín 1862-64, 2 vols.
- Befruchtung und Entwickelung der Gattung Marsilia. Berlín 1865
- Pilulariae globuliterae generatio cum Marsilia comparata. Bonn 1866
- Übersicht des natürlichen Pflanzensystems. Bonn 1867
- Über die Organe der Harz- und Schleimabsonderung in den Laubknospen. Botanische Zeitung 1868
- Die Scheitelzellgruppe im Vegetationspunkt der Phanerogamen. Bonn 1869
- Die Entwicklung des Keimes der Monokotylen und Dikotylen. 1870
- Die Parthenogenesis der Caelebogyne Ilicifolia: Nach gemeinschaftlich mit Alexander Braun angestellten Beobachtungen mitgetheilt. Bonn, 1877
- Einige Züge aus der Biologie des Protoplasmas. 1880 y
- Beiträge zur allgemeinen Morphologie der Pflanzen. 1882 en la compilación publicada por él Abhandlungen aus dem Gebiet der Morphologie und Physiologie; al lado de
- Christian G. Ehrenberg, ein Tagwerk auf dem Felde der Naturforschung. Bonn 1877
- La abreviatura «Hanst.» se emplea para indicar a Johannes Ludwig Emil Robert von Hanstein como autoridad en la descripción y clasificación científica de los vegetales.[1]